# Jerzy Wolszczan
Jerzy Wolszczan (ur. 22 lutego 1919 w Warszawie, zm. 10 grudnia 1984 w Szczecinie) – polski ekonomista, specjalista w zakresie ekonomiki transportu, profesor Politechniki Szczecińskiej, jeden z pionierów szkolnictwa wyższego na Pomorzu Zachodnim. 

## Życiorys
Skończył Gimnazjum Męskie im. Sułkowskich w Rydzynie, a następnie Wołyńską Szkołą Podchorążych Rezerwy we Włodzimierzu. W czasie II wojny światowej walczył w kampanii wrześniowej w składzie Wołyńskiej Brygady Kawalerii. W latach okupacji niemieckiej był żołnierzem Armii Krajowej (Kedyw, 27 Dywizja Wołyńska). W końcu lata 1943 r. był adiutantem porucznika Romana Kiźnego (Pola); brał udział w Akcji Góral. 
Po wojnie osiedlił się w Szczecinie, gdzie w roku 1947 ukończył Akademię Handlową. Stopień magistra uzyskał w 1952 r. w Szkole Głównej Handlowej w Warszawie. W latach 1950–1955 był pracownikiem naukowo-dydaktycznym Wyższej Szkoły Ekonomicznej, a od reorganizacji szczecińskich uczelni (1955) do śmierci (1984) – Wydziału Inżynieryjno-Ekonomicznego Transportu Politechniki Szczecińskiej, który współtworzył. 
Uzyskał stopień doktora w roku 1961 na podstawie pracy nt. Przewozy przetworów zbożowych (na przykładzie województwa szczecińskiego) (promotor: Zbigniew Zakrzewski, Wyższa Szkoła Ekonomiczna w Poznaniu) i habilitację w roku 1964. Został profesorem nadzwyczajnym w 1971 r.. Specjalizował się w zagadnieniach ekonomiki i organizacji transportu; został uznany za wybitnego specjalistę w zakresie zastosowań w tej dziedzinie metod matematycznych. Spośród jego publikacji znane są m.in.:
- Elementy teorii transportu w zastosowaniu do gospodarstwa rolnego (1963),
- Die Rolle der Binnenspedition im einheitlichen Transportsystem (1967),
- Matematyczne metody organizacji przewozów (1968),
- Zastosowania teorii masowej obsługi w transporcie samochodowym (1970),

W okresie od 3 września 1966 r. do 31 sierpnia 1973 r. pełnił funkcję dziekana Wydziału Inżynieryjno-Ekonomicznego Transportu. 
Zagadnienia związane z eksploatacją różnych środków transportu i ekonomiką transportu samochodowego i kolejnictwa popularyzował poza uczelnią, m.in. w programie TVP Szczecin pt. Dalekie drogi (1966).

## Odznaczenia[1]
- Krzyż Walecznych
- medal „Za udział w wojnie obronnej 1939”;
- Krzyż Armii Krajowej
- Krzyż Partyzancki
- Krzyż Kawalerski Orderu Odrodzenia Polski

## Życie prywatne
Był ojcem astrofizyka Aleksandra Wolszczana, w którym wzbudził zainteresowania gwiazdozbiorami.
Zmarł w Szczecinie; został pochowany w alei zasłużonych cmentarza Centralnego w Szczecinie.